# Mijaíl Dasko
Mijaíl Dasko (Unión Soviética, 26 de enero de 1961) es un atleta soviético retirado especializado en la prueba de 3000 m, en la que consiguió ser medallista de bronce europeo en pista cubierta en 1988.

## Carrera deportiva
En el Campeonato Europeo de Atletismo en Pista Cubierta de 1988 ganó la medalla de bronce en los 3000 metros, con un tiempo de 7:56.51 segundos, tras el español José Luis González  y el suizo Markus Hacksteiner.